# Kanton Thorigny-sur-Oreuse
Thorigny-sur-Oreuse is een kanton van het Franse departement Yonne. Het kanton maakt deel uit van het arrondissement Sens. Het telt 14.098 inwoners in 2018.

Het kanton Thorigny-sur-Oreuse werd gevormd ingevolge het decreet van 13 februari 2014 met uitwerking op 22 maart 2015. 

## Gemeenten
Het kanton omvat volgende  gemeenten :
- La Chapelle-sur-Oreuse
- Compigny
- Courlon-sur-Yonne
- Cuy
- Évry
- Gisy-les-Nobles
- Michery
- Pailly
- Perceneige
- Plessis-Saint-Jean
- Saint-Denis-lès-Sens
- Serbonnes
- Sergines
- Soucy
- Thorigny-sur-Oreuse
- Vinneuf
- Voisines